# جيم إي. مارشال
جيم إي. مارشال (بالإنجليزية: Jim E. Marshall)‏ هو سياسي أمريكي، ولد في 2 أبريل 1960 في الولايات المتحدة. حزبياً، نشط في الحزب الجمهوري. وقد انتخب عضو مجلس نواب بنسيلفانيا.